# Lufia: The Ruins of Lore
Lufia: The Ruins of Lore (エストポリス外伝　沈黙の遺跡, Estpolis Gaiden: Chinmoku no Iseki) est un jeu vidéo de rôle développé par Atelier Double, sorti en 2002 sur Game Boy Advance.

## Accueil
- GameSpot : 6,6/10[1]